# ستيفن كرامر
ستيفن كرامر (بالإنجليزية: Steven Cramer)‏ هو شاعر أمريكي، ولد في 24 يوليو 1953 في أورانج ‏ في الولايات المتحدة.